# 高津はる菜
高津 はる菜（たかつ はるな、1989年12月26日 - ）は、日本の声優、舞台女優。千葉県出身。旧芸名は高津 春希（こうづ はるき）。

## 略歴
2010年から2015年3月まで「高津春希」の芸名で舞台女優として活動していた。2015年4月より本名である「高津はる菜」に改名し、賢プロダクション所属となる。
2020年現在では賢プロダクションを退所している（正確な時期は不明）。

## 人物
特技には殺陣、バスケットボール、中国語、剣道をそれぞれ挙げている。

## 出演
太字はメインキャラクター。

### テレビアニメ
- パックワールド（2015年、パックワールドの住人B）
- この男子、魔法がお仕事です。（2016年、職員2）
- 血界戦線 & BEYOND（2017年、少年）
- 恋する小惑星（2020年、客）

### Webアニメ
- ガールフレンド（♪）（2016年、女子生徒1）

### ゲーム
- ガールフレンド（仮） きみと過ごす夏休み（2015年、おばちゃん、少年）
- ARMS（2017年、ミェンミェン）
- ライフ イズ ストレンジ2（2020年、カーラ・モラレス）
- 大乱闘スマッシュブラザーズ SPECIAL（2020年、ミェンミェン） - DLC追加キャラクター

### 吹き替え

#### 映画
- ポップ・ガン（カノジョの母）※Netflix版

#### ドラマ
- ブロードチャーチ〜殺意の町〜（ベッカ・フィッシャー）
- HOMELAND シーズン4（看護師）
- スキャンダル 託された秘密 シーズン4（記者）
- ヴァイキング 〜海の覇者たち〜 シーズン4（エリセフ）
- HAWAII FIVE-0 シーズン6（助手）
- プリーチャー（スーザン）
- 高い城の男 シーズン2（ジーナ）
- キス・ミー・ファースト（英語版）（ゼフラ）

#### アニメ
- マジック・スクール・バス: リターンズ（キーシャ・フランクリン）

### ナレーション
- BS世界のドキュメンタリー
- トリハダ（秘）スクープ映像100科ジテン

### 舞台
- ミュージカル愛好会劇団輪座
  - 第1回公演「TIME」
  - 第2回公演「ミツヒデ」
- ショーGEKI
  - 10周年記念特別公演「大逃亡〜義経と弁慶〜」
  - 大魔神「新撰組」（お月、維新志士）
  - 大魔神 ロックミュージカル「マスカラッド」
- Pocket Sheeps
  - 第7回公演「せめて、またあの花が香るまで」（桜）
  - 第8回公演「星霜ナイト」（子供エイジ）
  - 第9回公演「あの日はライオンが咲いてた」（主演・綾瀬梢）
  - 第10回公演「一歩先、君に出会う日」（ポンタ）
  - 第11回公演「千年の狐と小さな嘘」（あずみ）
  - 第13回公演「双鱗姫」（鱗）
  - 第14回公演「あの日はライオンが咲いていた」（主演・綾瀬梢）※再演
  - 第16回公演「100人のタナカ！」（タナカ将軍）
- TEAM“童”フェブラード1st action「鬼撰組」（沖田総司）
- 10･Quatre
  - vol.9「花鳥風月」（立羽、腕のない女）
  - Special Live「クリスマスなんて気にしないんだからっ!!」
  - vol.10「草莽の剣〜幕末幻夢譚〜」（幸、やえ）
  - project vol.1「誰そ彼時の雨」（主演・氷雨）
  - vol.11「思ひ草」（彩）
- げんこつ団「つぶつぶ」（エギョン･ピーチン）
- VOISTEP 賢プロダクション 新人声優桜咲く「朗読」公演（流し台、パティシエ 他）